# Black Sugar (álbum)
Black Sugar fue el primer LP de la banda de rock latino peruano Black Sugar , lanzado en 1971 en formato disco de vinilo por Sono Radio. Años más tarde sería lanzado por disqueras de Italia y Estados Unidos en formatos de CD audio y otros.

## Lista de canciones
1. Too Late - 3:00
2. Viajecito - 5:42
3. The Looser - 4:10
4. This Time - 4:21
5. Funky Man - 2:03
6. Understanding - 5:06
7. When You'r Walking - 4:53
8. When I Needed Someone - 2:42
9. Pussy Cat - 4:54